# Tehnička škola Pula
Tehnička škola Pula je srednja tehnička škola u Puli ustrojena kao jedinstvena i samostalna školska ustanova.
Tehnička škola Pula izvodi 6 programa: strojarski, elektrotehnički, mehatronički, geodetski, brodograđevni i arhitektonski. Nastava se održava u sjedištu škole u centru Pule te u prostorima školskih radionica Industrijsko-obrtničke škole smještenih na Vidikovcu. Prostori na Vidikovcu služe potrebama elektrotehničke grupe predmeta i radioničkim vježbama.
Škola obrazuje oko 600 učenika, a u njoj je trenutno zaposleno 40 nastavnika. 
Zgrada škole nalazi se na Cvečićevom usponu u samom centru starog grada u neposrednoj blizini samostana i crkve sv. Franje.

## Vanjske poveznice
- Tehnička škola Pula - službene stranice  Arhivirana inačica izvorne stranice od 18. svibnja 2014. (Wayback Machine)